# Martin Harlinghausen
Martin Harlinghausen (ur. 17 stycznia 1902 w Rheda, zm. 22 marca 1986 w Gütersloh) – niemiecki wojskowy, generał porucznik Luftwaffe i Bundeswehry.

## Życiorys
Był synem przedsiębiorcy. W 1923 roku po ukończeniu jednego semestru wydziału prawa na Uniwersytecie w Getyndze, zgłosił się na ochotnika do wojska, wstępując do Reichsmarine. W 1927 roku uzyskał pierwszy stopień oficerski w Reichsmarine.
W 1933 roku rozpoczął szkolenie lotnicze i w dniu 1 października 1933 roku został pilotem, przechodząc jednocześnie do Luftwaffe.  Następnie w 1934 roku przeszedł do Ministerstwa Lotnictwa Rzeszy, gdzie zajmował się sprawami szkolenia lotniczego.
W grudniu 1937 roku został dowódcą 88 eskadry lotnictwa obserwacyjnego Legionu Condor stacjonującego na Majorce, będąc jednocześnie komendantem niemieckich sił lotniczych na wyspie. Funkcję tę pełnił do grudnia 1938 roku, kiedy Legion Condor został rozformowany.
Po powrocie z Hiszpanii w latach 1938–1939 był w szkole lotniczej Sztabu Generalnego w Gatow, po czym pracował w Sztabie Generalnym, także po rozpoczęciu wojny.
W maju 1940 roku został szefem sztabu X Korpusu Lotniczego, który działał w tym czasie na Morzu Śródziemnym. Wtedy też ponownie brał udział w lotach bojowych przeciwko okrętom i statkom handlowym. W styczniu 1941 roku czasowo pełnił obowiązki dowódcy sił powietrznych w Afryce. Następnie w marcu 1941 roku został dowódcą latającym Atlantyku.
W styczniu 1942 roku został dowódcą 26 oddziału lotnictwa bombowego (Kampfgeschwader 26), który przekształcił w oddział lotnictwa torpedowego. W marcu 1942 roku oddział ten przerzucono do Norwegii, gdzie brał udział w działaniach lotniczych przeciwko alianckim konwojom arktycznym.
Po desancie amerykańsko-brytyjskim w Afryce został odwołany z Norwegii i został dowódcą lotniczym Tunezji w listopadzie 1942 roku, a w styczniu 1943 dowódcą II Korpusu Lotniczego, który prowadził działania na terenie Afryki i Morza Śródziemnego. W związku z ciężkimi stratami tego korpusu w dniu 18 czerwca 1943 został odwołany ze stanowiska. Następnie pełnił podrzędne funkcje na terenie Włoch.
We wrześniu 1944 roku został mianowany komendantem okręgu lotniczego w Wiesbaden, a pod koniec wojny dowódcą lotnictwa „West”, podlegały mu wszystkie jednostki lotniczego na froncie zachodnim.
W maju 1945 roku dostał się do niewoli amerykańskiej, w której przebywał do 1947 roku. Po powrocie z niewoli zamieszkał w Gütersloh.
W 1957 roku wstąpił do powstającej Bundeswehry, gdzie został zweryfikowany w stopniu generała majora i był organizatorem jej lotnictwa. Następnie został dowódcą Grupy Lotniczej „Nord”. Funkcję tę pełnił do 1961 roku, kiedy został zwolniony w związku z incydentem lotniczym w dniu 14 września 1961 roku, gdy dwa samoloty z jego grupy lotniczej przekroczyły granicę NRD i wylądowały ostatecznie na lotnisku Berlin-Tegel.
Po zwolnieniu z wojska zamieszkał w Gütersloh, gdzie zmarł. Pochowany został na miejscowym cmentarzu.

## Awanse

### Reichsmarine
- kandydat na oficera (Seekadett) (01.04.1923)
- podporucznik marynarki (Leutnant zur See) (01.10.1927)
- porucznik marynarki (Oberleutnan zur See) (01.07.1929)

### Luftwaffe
- kapitan (Hauptmann) (01.07.1934)
- major (Major) (01.08.1938)
- podpułkownik (Oberstleutnant) (30.01.1941)
- pułkownik (Oberst) (01.07.1942)
- generał  major (Generalmajor) (01.12.1942)
- generał porucznik (Generalleutnant) (01.12.1944)

### Bundeswehra
- generał  major (Generalmajor) (01.08.1957)
- generał porucznik (Generalleutnant) (01.07.1958)

## Odznaczenia
- Krzyż Rycerski Krzyża Żelaznego z Liśćmi Dębu (30.01.1941)
- Krzyż Rycerski Krzyża Żelaznego (03.02.1940)
- Krzyż Żelazny kl. I (03.02.1940)
- Krzyż Żelazny kl. II
- Krzyż Hiszpanii z mieczami i brylantami (06.06.1939)
- Krzyż Wielki Orderu Zasługi Republiki Federalnej Niemiec